# ハインケル HeS 30
ハインケル HeS 30 (Heinkel Strahltriebwerk 30, HeS 30）は、ユンカース航空エンジン社 (Junkers Motorenbau, JUMO) からハインケル社 (Ernst Heinkel Flugzeugwerke) に開発が引き継がれた、初期の軸流式ターボジェットエンジン。試作機が作られたが、実用化せず終わった。有名なBMW 003やユンカース ユモ 004を含む"クラス1"の中で最良のエンジンになる可能性があったがドイツ航空省Reichluftfahrtministerium (RLM)がハインケルのチームは他の設計にその全ての努力を注ぐべきと判断したので開発は中止された。このエンジンの"公式名称"は109-006でしばしばHeS 006として呼ばれる。開発が終了した時点で航空省によってこれらの名称が導入されたのでHeS 30の名称の方がはるかに普及している。
この時代のドイツ製ジェットエンジンのクラス区分についてはHelmut Schelpを参照されたい。

## 設計と開発
ユンカース航空エンジン社(Jumo)では、1936年頃よりヘルベルト・ヴァクナー (Bearbeiten von Herbert Wagner)、アドルフ・ミューラー (Adolf Müller)  らが軸流式ターボジェットの基礎研究に着手していたが、同社が親会社のユンカース社と再合併（1938年、Junkers Flugzeug- und Motorenwerke) した(公式には別会社)際に、ミューラー以下一部スタッフは当時最も開発が進んでいたハインケル社に移籍し、そこで遠心式ターボジェットエンジンを担当していたハンス・フォン・オハイン（Hans Joachim Pabst von Ohain) らとは別のチームを組織した。
1939年10月、航空省からの圧力の下でユンカースは全てのエンジンの作業を主工場であるマクデブルクからデッサウ工場へ移動した。ミューラーは移動後、従属的な役割で終わる見られたが、代わりに離れた。彼と元のユンカースのチームの半数はエルンスト・ハインケルによってハンス・フォン・オハインがハインケル HeS 3の作業をしていたロストックへ招聘された。
全ての設計はミューラーによってもたらされ、HeS 30は最も単純で製造しやすい構造だった。ミューラーはユンカースにいた間に既に試験用のエンジンを製造していたが予定の半分の回転数でしか運転できず、常に外部からの圧縮空気を必要とした。この設計は放棄され、ミューラーは去り、ユモのチームは代わりに類似の設計を使用した。ミューラーはハインケルに1年間で試験台上でエンジンを完全に作動すると約束したが、最終的に履行できなかった。
1939年、オハインらが手掛けた HeS 3 を搭載した実験機 He 178 が世界初のジェット推進機として初飛行に成功すると、空軍省 (Reichsluftfahrtministerium, RLM) 技官のヘルムート・シェルプ (Helmut Schelp)、ハンス・アドルフ・マウフ (Hans Adolph Mauch) らは、実戦に足るターボジェットエンジンの発注仕様 109 を纏め、航空エンジン製造各社に開発を非公式に打診した。
これは、この分野で先行するハインケル社が本来航空機メーカーであることから、RLM よりエンジン開発能力に疑義を持たれていた理由もあり、BMW (Bayerische Motoren Werke AG) では  BMW 003 (109/003) 、ユンカースでは Jumo 004 (109/004) として各々後に実用化しているが、ハインケルに与えられた開発番号は 109/006 で、社内コードは HeS 30 であった。
同年、エンジンメーカーのヒルト社 (Hirth Motoren GmbH) と合併したハインケル・ヒルト社には、ユンカースで Jumo 004 の基本設計を終えたマックス・ベンテレ (Max Bentele) らが合流し、より野心的な軸流・遠心ハイブリッド構成の HeS 011 計画に拍車が掛かったが、敗戦までに完成を見なかった。
エンジンの作動の鍵となるは特有の構造の軸流式圧縮機だった。当時の大半のドイツのエンジンは静翼が圧縮の全てを受け持ち、回転翼は圧縮するために空気を加速する役割を担っていた。HeS 30の回転翼と静翼は圧縮を約50-50で分担しておりこの設計は元々ユンカースのRudolph Friedrichによって生み出されたものだった。エンジン全体では5段式の圧縮機によって圧縮比3:1が得られ10基の缶型燃焼器で単段のタービンを駆動した。
運転速度に応じて調整する為の案内翼を備えたタービンも同様にこの当時唯一の物だった。大半のドイツの軸流式エンジンのようにこのエンジンも始動時に背圧を下げる為の可変式排気円錐と始動用電動機を備えていた。

### 口論と辞任
1939年に109-006として3基の実験用エンジンが発注されたにもかかわらず、移動の為にチームに設計を再開する為の時間がかなりかかり、1942年5月まで最初のエンジンを運転することが出来なかった。さらに移動によって問題が生じた。圧縮機は当初の見込みよりも多くの流量を生じることが判明し、タービンの再設計を余儀なくされた。さらに5月にミューラーとハインケルの間の不仲は最終的にミューラーの辞任に至った。
HeS 30エンジンの開発作業は続き、10月に全力で試運転された。初期のドイツのジェットエンジン全体でHeS 30は最も優れた設計だった。推力は860 kg (1,895 lb)であり、ほぼ同規模のBMW 003はより低い推力800 kg (1,780 lb)、ユモ004はより高い900 kg (1,980 lb)だった。重量はHeS30　390 kg (860 lb)で、BMW003の562 kg (1,240 lb)および大幅に重いユモ 004の720 kg (1,585 lb)より出力重量比ははるかに優れていた。
HeS 30エンジンは同様に比推力においても優れており、より小断面積でもあった。全体的な性能は1947年まで達しなかったと言われる。
航空省でエンジンの開発を担当したヘルムート・シュレプはハインケルに生産契約を与える事を拒否した。この出来事はハインケルに悲しみをもたらしたとオハインは主張する。
シュレプはHeS 30の設計は優れていたがBMWとユモのエンジンは既に開発が進んでおりこれ以上"クラス I"のエンジンは必要ないと判断したと記した。皮肉な事にそれらの"先行していた"はずのエンジンは完成まで更に2年かかった。同様に圧縮機の構造に関していくつかの疑念があったが、仮にこれが事実であったとしても決して公にはならなかった。彼は同時期オハインのハインケル HeS 8も中止した。
ミューラーが担当した HeS 30 (109/006) は、可変静翼機構を備える5段軸流圧縮機と10本のキャニュラー型燃焼器、単段タービンによる先進的な設計で、1942年には試作機ができ小型・軽量かつ高出力を発揮したが、単独では始動できずヒーター等の外部補機を要するなど安定性を欠いていたため、先に実用段階に達したユモ 004を優先する国策により、計画は放棄された。
さらに別のクラス I エンジンの代わりに、シュレプはハインケルに単発式戦闘機のエンジンとしても双発爆撃機のエンジンとしても手頃な推力が約1,300 kgの"クラス II"のエンジンの作業の継続を打診した。
これによりHeS 30とHeS 008の作業は終了し、ハインケルはしぶしぶハインケル HeS 011へ転向した。それは戦争の終結までに量産は間に合わなかった。ミューラーのチームは新エンジンの作業の為にハインケル-ヒルトの工場へ移動した。
1940年または41年に一定容積型燃焼器を備えたHeS 40 が計画されたが、机上案のみに終わっている。

## 仕様
- 外寸: 全長2,72 m , 直径0.62 m
- 静止推力: 10,500 RPM 800 km/hで1,125 kg (計画値), 試験台上で910 kg (試験値)
- 重量: 390 kg
- 総圧縮比: 3:1